# Peltula patellata
Peltula patellata är en lavart som först beskrevs av Bagl., och fick sitt nu gällande namn av Swinscow & Krog. Peltula patellata ingår i släktet Peltula och familjen Peltulaceae.   Inga underarter finns listade i Catalogue of Life.